# Vlaamse literatuur

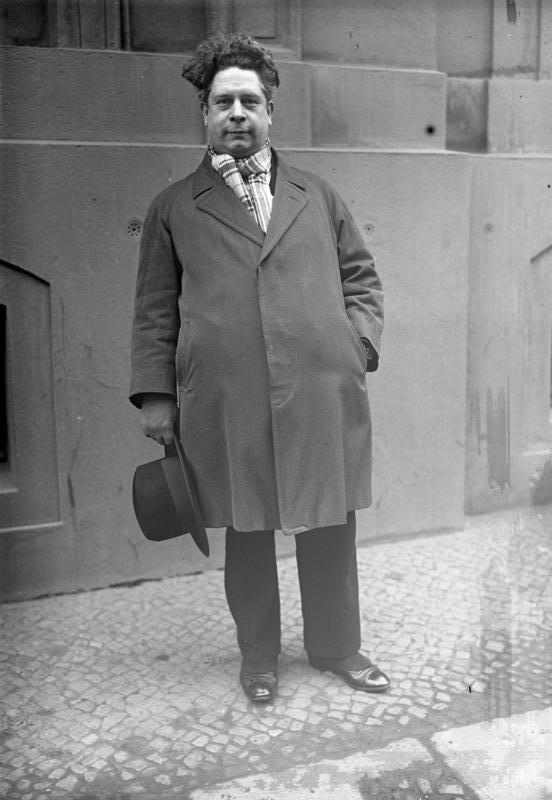
Felix Timmermans.

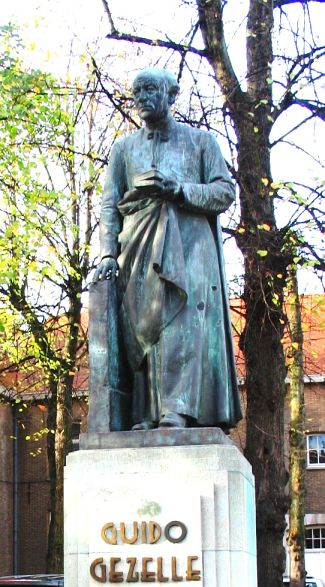
Guido Gezelle op het naar hem vernoemde plein in Brugge

Vlaamse literatuur is literatuur uit Vlaanderen en als dusdanig onderdeel van de Nederlandse literatuur. Nadat België in 1830 onafhankelijk werd van Nederland, begon zich ook een specifiek Vlaamse literatuur te ontwikkelen.

## Voor 1830
In de middeleeuwen was het Vlaams samen met, later, het Brabants de dominerende literaire volkstaal. Dertiende-eeuwse teksten zijn vaak Vlaams. Bekende voorbeelden zijn Karel ende Elegast, Beatrijs, Ferguut en Van den vos Reynaerde. Aan die hegemonie zou pas een einde komen toen het noorden einde 16e en vooral in de 17e eeuw een cultureel en economisch overwicht kreeg.
Vlaanderen vormde met de Nederlanden een politiek en cultureel geheel tot 1579, toen als gevolg van de reformatie de gereformeerde noordelijke provinciën zich afzonderden van het rooms-katholieke zuiden. Daardoor kreeg in het zuiden, Vlaanderen en Brabant, de literatuur een heel ander karakter. Aan de bloei van de middeleeuwse literatuur kwam een einde, terwijl in de 17e eeuw het noorden zijn 'Gouden Eeuw' zou beleven. Door de massale vlucht van de intellectuelen naar de Republiek der Nederlanden verdween de literatuur in de Zuidelijke Nederlanden (Vlaanderen) bijna van de kaart. In de door Fransen bezette Westhoek werkten markante figuren als Dominic De Jonghe (1654-1717) die Le Cid van Pierre Corneille in het Nederlands vertaalde, de dichter Michiel de Swaen (1654-1707) die het epos Het Leven en Dood van Jezus Christus (1694) en De gecroonde leerse schreef, en Willem Ogier van wie we onder meer de klucht Droncken Heyn (1639) en een reeks drama's met de titel De seven hooft-sonden (1682) kennen.
Tijdens de 18e eeuw was de Vlaamse literaire productie aan de lage kant, net als in het hele Nederlandse taalgebied. In 1761 publiceerde de in Den Haag geboren Jan Des Roches wel zijn Nieuwe Nederduytsche spraek-konst, een Nederlandse grammatica die de confrontatie aanging met het gebruik van het Latijn als cultuurtaal en het Frans als prestigieuze taal door een gestandaardiseerde Zuid-Nederlandse taal uit te werken. De Brusselse advocaat Jan-Baptist Verlooy (1746-1797) schreef in Maastricht een Verhandeling op d'onacht der moederlyke tael in de Nederlanden (1788), een verslag over de status van de taal en de minachting waarmee ze in het verleden was behandeld. Andere auteurs van belang waren Willem Verhoeven (1738-1809), Karel Broeckaert (1767-1826) (auteur van de Vlaamse volksroman Jelle en Mietje), en Jan-Baptist Hofman (1758-1835), auteur van burgerlijke tragedies.
Pas vanaf 1830, na de Belgische Revolutie waardoor de scheiding van België en Nederland een feit werd, zou er een grote opleving van de Vlaamse literatuur komen.

## 19e eeuw
Een van de eerste gevolgen van de Belgische Revolutie was een reactie tegen alles dat met Nederland te maken had, en de acceptatie van het Frans als de taal van vrijheid en onafhankelijkheid. De overheid onderdrukte in 1830 het officiële gebruik van het Nederlands, en daarmee ook het Vlaams. Enkele jaren voor 1830 had Jan Frans Willems (1793-1846) geprobeerd nog te bemiddelen tussen België en Nederland. Als archivaris in Antwerpen schreef hij een stuk over de geschiedenis van Vlaamse letterkunde. Na de revolutie maakten zijn Nederlandse sympathieën dat hij in afzondering moest gaan leven. In 1835 vestigde hij zich in Gent, en besloot zich in te gaan zetten voor de Vlaamse cultuur. Hij bewerkte oude Vlaamse klassiekers, Van den vos Reynaerde (1836), de rijmkronieken van Jan van Heelu en andere werken. Tevens kreeg hij een grote schare Vlaamse volgelingen waaronder Philip Blommaert (1809-1871), Karel Lodewijk Ledeganck (1805-1847), Frans Rens (1805-1874), Ferdinand Augustijn Snellaert (1809-1872) en Prudens Van Duyse (1804-1859).
Philip Blommaert richtte in 1834 in zijn thuisstad de Nederduitsche letteroefeningen op, een organisatie voor nieuwe schrijvers. Deze werd al snel opgevolgd door meerdere soortgelijke organisaties en literaire gemeenschappen. Deze hadden vooral tot doel het Vlaams te promoten in Vlaanderen. In 1851 kwam er een centrale organisatie voor Vlaamse propaganda, het Willemsfonds. De Vlaamse Rooms-Katholieke Kerk kwam in 1874 met een eigen organisatie, het Davidsfonds. De propaganda sloeg aan, en het Vlaams werd in 1893 wettelijk gelijkgesteld aan het Frans als taal voor België. In scholen bleef het Frans nog de voertaal, tot 1883. In 1886 werd een Vlaamse academie opgericht in Gent. Reeds in 1854 kon men in Gent Vlaamse literatuur studeren.
De eerste dichter van deze nieuwe school was Karel Lodewijk Ledeganck, die vooral bekend is voor zijn gedichten over de drie zustersteden Brugge, Gent en Antwerpen. Deze gedichten werden gebundeld in De drie zustersteden, vaderlandsche trilogie, die werd uitgegeven in Gent in 1846. In deze gedichten protesteerde hij tegen Franse ideeën, manieren en taal. Zijn werk werd al snel tot de Vlaamse klassiekers gerekend. Ledeganck vertaalde tevens de Franse code in het Vlaams.
Jan Theodoor van Rijswijck (1811-1849) vestigde zich als klerk in Antwerpen, en werd een van de belangrijkste leden van de Vlaamse beweging. Hij schreef een serie politieke en satirische liederen. De romantische dichter Jan Van Beers had een typisch Vlaamse kijk op het leven. Prudens van Duyse, wiens meest ambitieuze werk het epische Artevelde (1859) was, staat vandaag de dag vooral bekend om zijn collectie kindergedichten uit 1844. Pieter Frans van Kerckhoven (1818-1857), een inwoner van Antwerpen, schreef romans, gedichten, drama’s en een werk over de Vlaamse heropleving (De Vlaemsche Beweging, 1847).

### Realisme / naturalisme
Na 1850 kwam er een nieuwe generatie schrijvers van naam op, onder wie Domien Sleeckx (1818-1901), Tony Bergmann (1835-1874), Virginie Loveling (1836-1923) en Jan Van Beers (1821-1888). Het literaire leven concentreerde zich nog steeds rond Antwerpen en Gent.
In de loop van de 19e eeuw werd zowel in Vlaanderen als in Nederland het literaire realisme steeds belangrijker, om aan het eind van de 19e eeuw over te gaan in het naturalisme. Een van de eerste Vlaamse realistische schrijvers was Domien Sleeckx (1818-1901). Hij was inspecteur voor scholen en literair criticus en in 1844 een van de oprichters van de Vlaemsch Belgie, de eerste dagelijkse krant geheel in het Vlaams. Zijn werken tellen onder andere een groot aantal toneelstukken, waaronder de komedie Jan Steen (1852), Gretry (waarvoor hij een nationale prijs kreeg in 1861), Vissers van Blankenberge (1863), en het patriottische drama Zannekin (1865). Hij was vooral goed in het omschrijven van het leven in de Antwerpse haven. Onder zijn romans bevinden zich In't Schipperskwartier(1856), Dirk Meyer (1860), Tybaerts en Cie (1867), Kunst en Liefde (1870), en Vesalius in Spanje (1895). Zijn complete werk is gebundeld in 17 boeken (1877-1884).
De uit Nederland afkomstige Renier Snieders (1812-1888) schreef romans over Noord-Brabant. Zijn broer August Snieders (1825-1904) schreef aanvankelijk historische romans, maar stapte al snel over op satirische werken. Andere bekende namen in de vroege Vlaamse literatuur zijn de zussen Rosalie (1834-1875) en de reeds genoemde Virginie Loveling. Zij schreven een collectie simpele, maar succesvolle verhalen, en een gedichtenbundel. Vooral Virginie Loveling werd bekend, onder andere met haar politieke schetsen uitgebracht onder de titel In onze Vlaamsche gewesten (1877).
In 1893, ten tijde van het fin de siècle, werd Van Nu en Straks opgericht, het eerste moderne Vlaamse literair tijdschrift, dat als reactie tegen het provincialisme meer aansluiting zocht bij de internationale kunststromingen. Belangrijke redactieleden waren Cyriel Buysse, Emmanuel De Bom, Prosper Van Langendonck en August Vermeylen. Ook Stijn Streuvels, Herman Teirlinck en anderen droegen door hun werk bij aan de hoge bloei van de Vlaamse literatuur in deze periode.

## 20e eeuw
In de 20e eeuw bleef de Vlaamse literatuur zich ontwikkelen. Zo werd ze onder andere beïnvloed door internationale literaire ontwikkelingen.

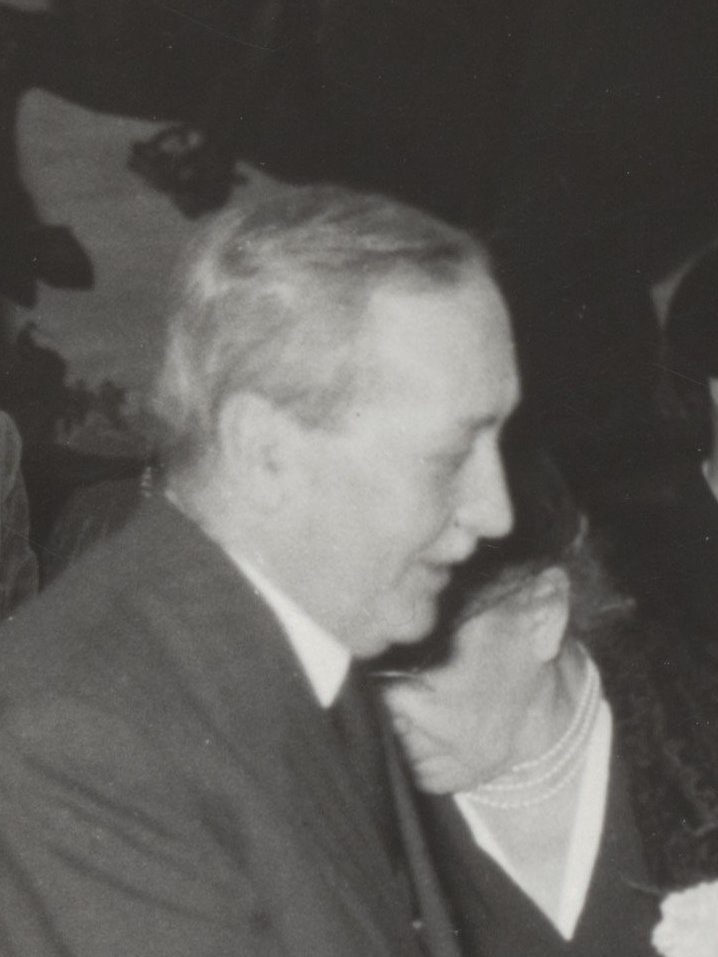
Willem Elsschot in 1951

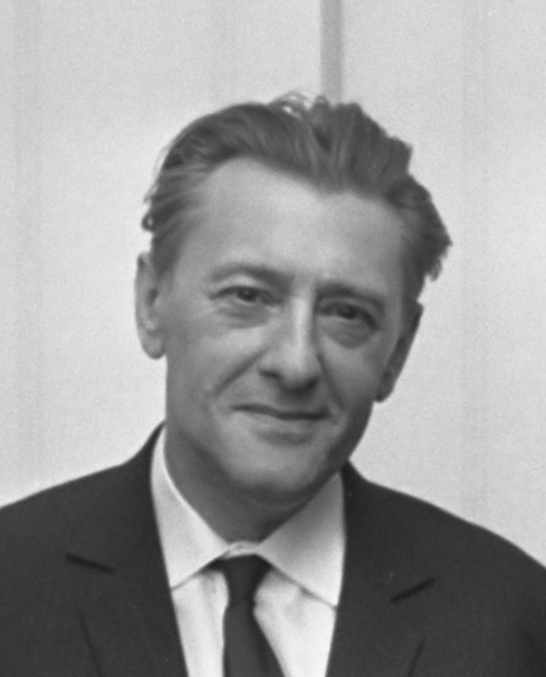
Louis Paul Boon in 1967

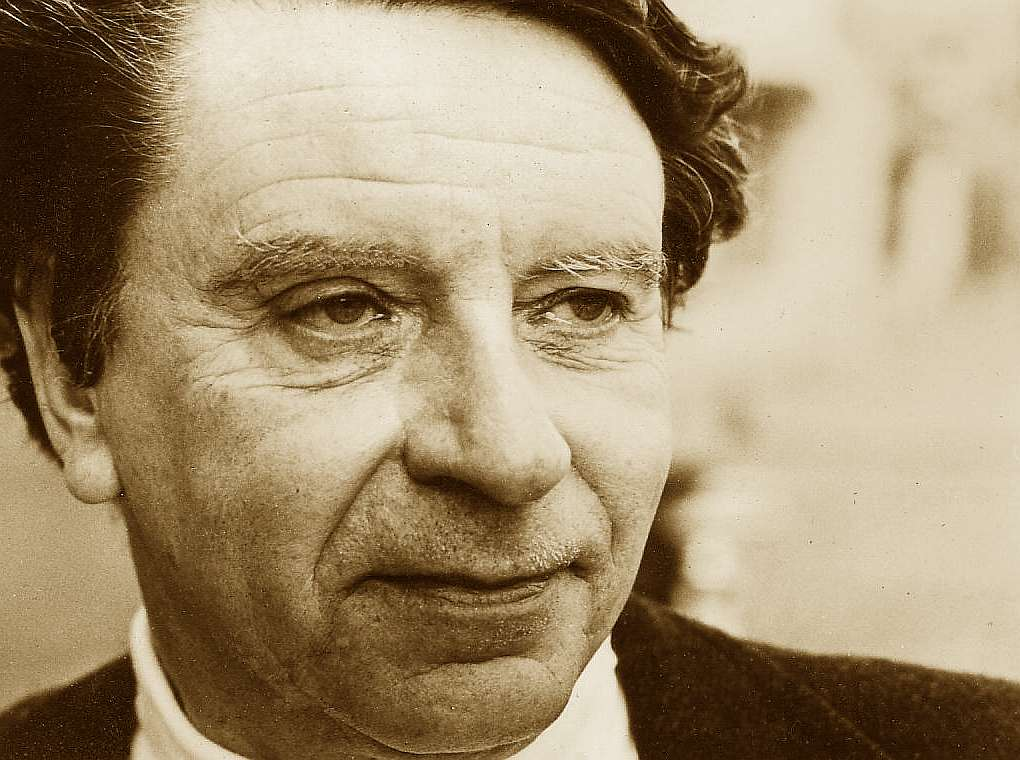
Hubert Lampo

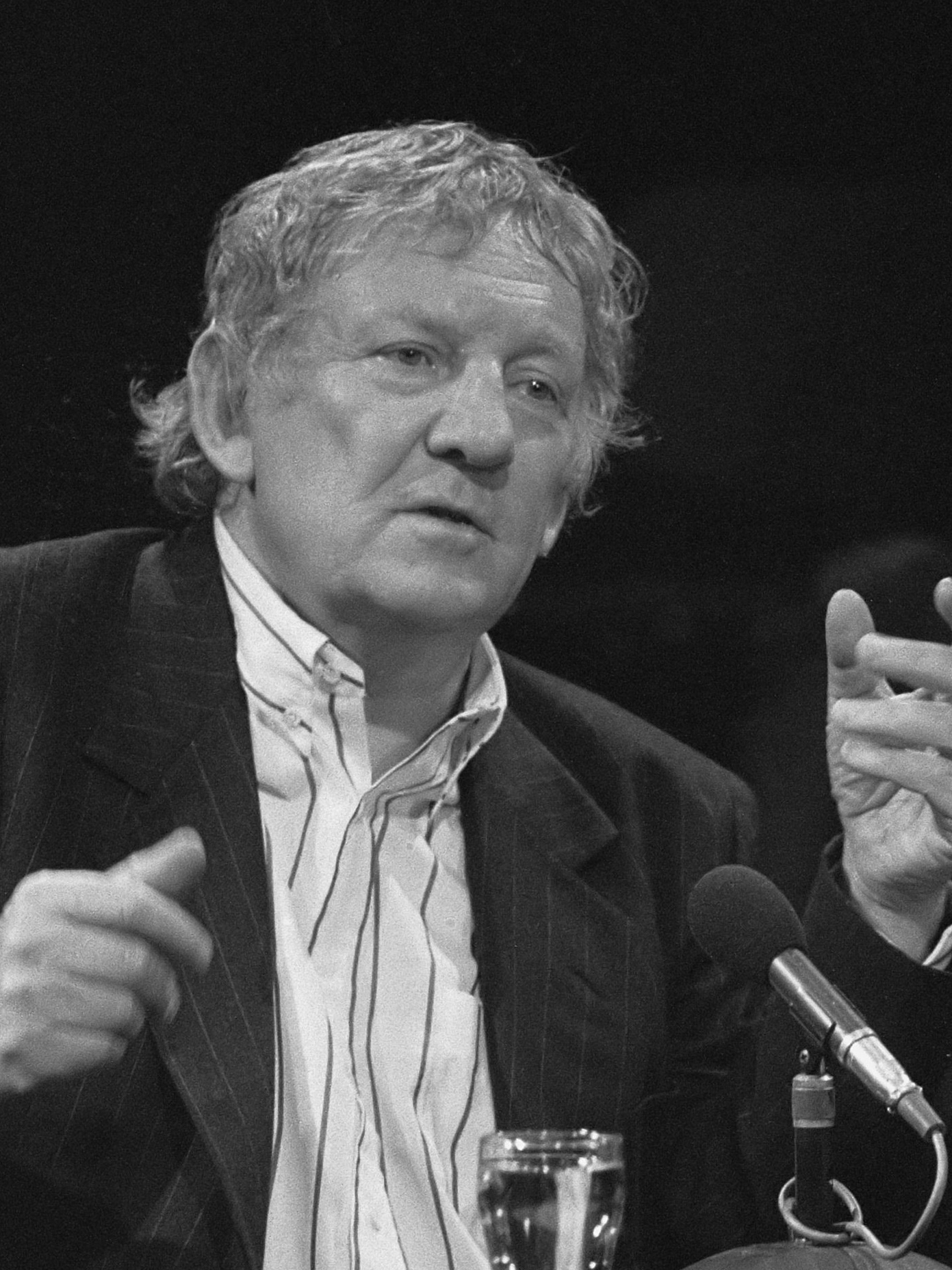
Hugo Claus in 1986

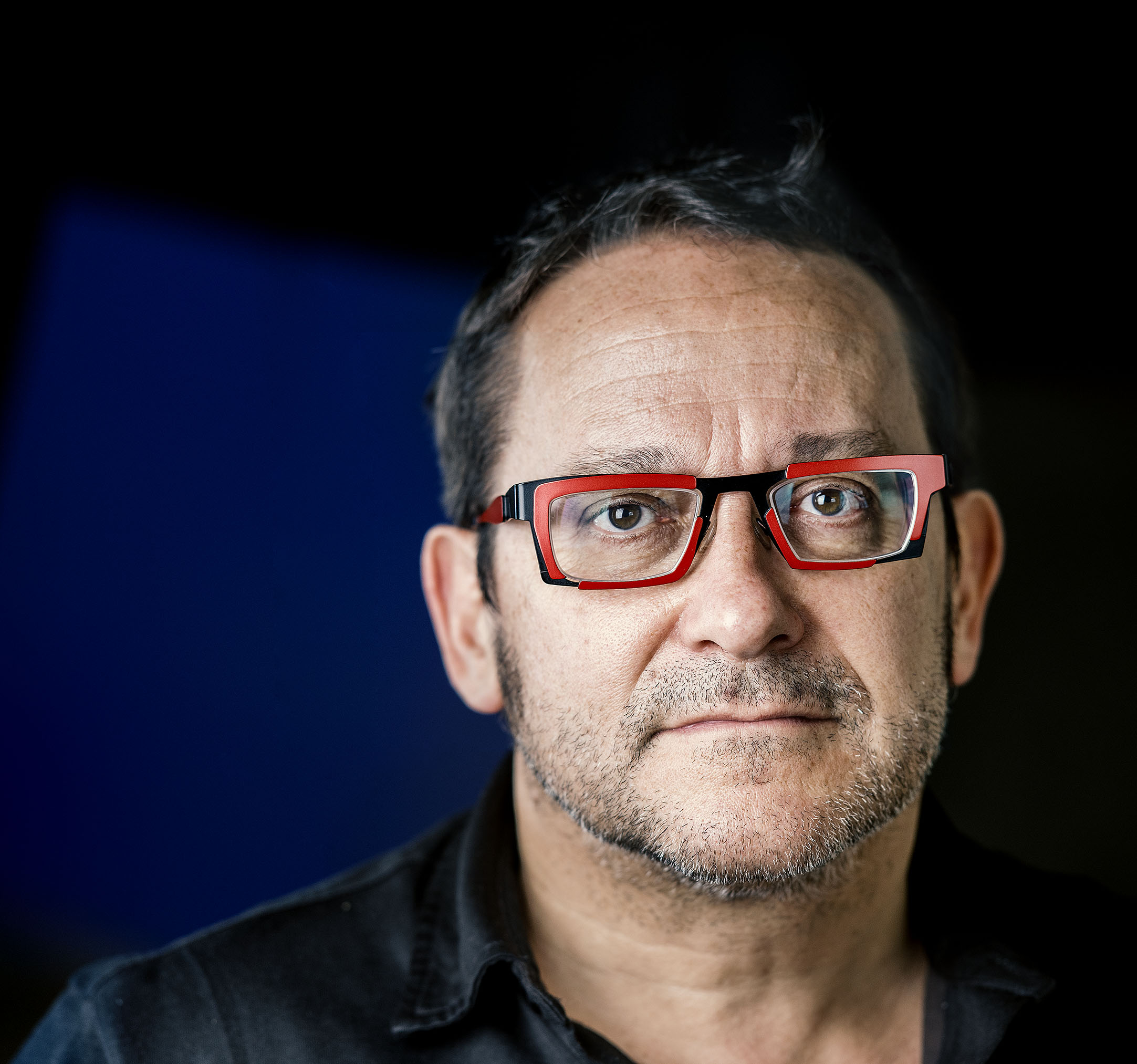
Tom Lanoye in 2017

### Interbellum
Na de Eerste Wereldoorlog werd de dichter Paul van Ostaijen een belangrijk vertegenwoordiger van het expressionisme. Tussen de twee wereldoorlogen waren Gerard Walschap, Willem Elsschot en Marnix Gijsen prominente Vlaamse schrijvers. Rond 1930 trad er een vernieuwing op onder de romanschrijvers; men begon zich af te keren van het impressionistisch naturalisme dat het proza van de tijd ervoor had gekenmerkt. Ook het streekgebonden en folkloristische karakter van de Vlaamse romans verdween, het taalgebruik richtte zich in plaats daarvan meer op de standaardtaal. De romans zelf werden meer psychologisch-realistisch en waren vaak in de ik-vorm. Belangrijke beoefenaars van dit genre uit deze tijd zijn Elsschot, Roelants, Raymond Brulez, Albert van Hoogenbemt en Maurice Gilliams. Van 1932 tot en met 1935 verscheen het door Menno ter Braak, E. du Perron en de Vlaamse schrijver Maurice Roelants opgerichte tijdschrift Forum, dat deze vernieuwing verder trachtte te propageren.

### Tweede Wereldoorlog
De Tweede Wereldoorlog is in de Vlaamse literatuur een wat minder prominent thema geworden dan in Nederland.  Alleen in de eerste paar jaar na de oorlog zijn er enkele Vlaamse schrijvers van naam op dit gebied: Julien Kuypers (Donderkoppen, 1945), Albert van Hoogenbemt (Winst en verlies, 1945), Louis Paul Boon (Mijn kleine oorlog, 1947), Gerard Walschap (Zwart en wit, 1948) en Frans van Isacker (Maar er is een uitweg, 1949).
In Vlaamse literatuur over WOII is met name collaboratie een belangrijk thema.  De collaboratie van de Vlaamse beweging met de Duitsers en de verwerking hiervan na de oorlog wordt ook wel 'Het Tweede Wereldoorlogtrauma' genoemd.  In tegenstelling tot de oorlogsliteratuur uit Nederland speelt de Holocaust in de Vlaamse literatuur nauwelijks een rol.

### Na 1945
Na de oorlog verscheen het eerste avant-gardistische tijdschrift Tijd en Mens, dat werd gepubliceerd van 1949 tot 1955. In 1955 werd het blad opgevolgd door Gard Sivik, dat tot 1964 verscheen. Een van de belangrijkste Vlaamse schrijvers van de jaren 50 was Hugo Claus. Zijn werk droeg voor een belangrijk deel bij aan de heropleving van de Vlaamse literatuur na de Tweede Wereldoorlog. Claus' Het verdriet van België heeft voor een verandering in de mentaliteit van de Vlaamse literaire wereld gezorgd. Eerder al had Louis Paul Boon zijn naam als schrijver gevestigd. De Kapellekensbaan, gepubliceerd in de jaren 50, geldt als een monument in de Vlaamse en in het algemeen in de Nederlandstalige literatuur. Boon kreeg pas laat erkenning; in 1957 won hij de Henriette Roland Holst-prijs voor De kleine Eva uit de kromme Bijlstraat. Zeker na het verschijnen van de Engelse vertaling van De Kapellekensbaan in 1972 werd Boon beschouwd als een serieuze kandidaat voor de Nobelprijs voor Literatuur, maar die heeft hij niet gekregen.
Andere bekende naoorlogse Vlaamse schrijvers zijn Anton van Wilderode en Christine D'Haen.
Ook het debuut van Herman Portocarero, Het anagram van de wereld, werd in 1984 als een werk van internationale klasse onthaald.
Schrijvers werden eerst nog ‘de stille generatie’ genoemd, maar mede door bovengenoemde feiten groeide het zelfbewustzijn van Vlaamse schrijvers en kropen ze uit hun schulp. Ze eisten de aandacht op en werden angry young Belgen genoemd, omdat ze nu pas de aandacht naar zich konden toetrekken en daarover lichtelijk verbolgen en gefrustreerd waren.
Bovendien was er weinig subsidie voor Vlaamse schrijvers. Het werd daarom ook wel het 'Catastrofen’ budget voor de letteren' genoemd.

## Thematiek
Vaak terugkerende thema's in de Vlaamse literatuur zijn:
De uitwassen van de taalstrijd. Juist doordat het Frans een tijdlang overheerste kwam er een tegenreactie van de Vlaamse kant. Zij wilden het Vlaams puur houden en zich hiermee tegelijk verzetten tegen de Franse taal. Andere thema's zijn: de kleinburgerlijkheid en zelfgenoegzaamheid, mede veroorzaakt door het katholicisme, gebrek aan durf en openheid, politiek cliëntelisme, culturele middelmatigheid en het bekrompen katholicisme. Deze motieven en/of thema's komen allemaal terug in 'Het verdriet van België' van Hugo Claus, maar ook in boeken van andere Vlaamse schrijvers.
Auteurs Ivo Michiels en Paul de Wispelaere vertegenwoordigden de 'nieuwe roman'. In de jaren 80 bleven Walter van den Broeck en Monika van Paemel doorschrijven in de stijl van Louis Paul Boon. Andere belangrijke auteurs waren Ward Ruyslinck en Jef Geeraerts, Patrick Conrad, Kristien Hemmerechts, Eric de Kuyper, Stefan Hertmans, Pol Hoste, Paul Claes, Anne Provoost en Jos Vandeloo.

## Noord-Nederlandse versus Vlaamse literatuur
Jaartallen als 1579 en 1830 zijn historische ankerpunten die implicaties hebben voor de literaire geschiedschrijving, zonder dat daarop overdreven nadruk gelegd hoeft te worden. Men kan ook enigszins vloeiende overgangen aangeven. Verder wordt met name voor de tijd na de Tweede Wereldoorlog het onderscheid Noord-Nederlands versus Vlaams minder gemaakt. Schrijvers als Stijn Streuvels en Virginie Loveling kunnen nog als meer specifiek Vlaams worden gezien. Dat geldt al minder voor Herman Teirlinck en Cyriel Buysse. Het geldt in het geheel niet meer voor Willem Elsschot.

## Overzicht
| - Johan Anthierens (1937-2000) - Pieter Aspe (1953-2021) - Aster Berkhof (1920-2020) - Louis Paul Boon (1912-1979) - Herman Brusselmans (1957) - Cyriel Buysse (1859-1932) - Libera Carlier (1926-2007) - Ernest Claes (1885-1968) - Hugo Claus (1929-2008) - Patrick Conrad (1945) - Johan Daisne (1912-1978) - Herman De Coninck (1944-1997) - Saskia De Coster (1976) - Filip De Pillecyn (1891-1962) - Rita Demeester (1946-1993) - Willem Elsschot (1882-1960) - Marnix Gijsen (1899-1984) - Maurice Gilliams (1900-1982) - Kristien Hemmerechts (1955) - Karel Jonckheere (1906-1993) - Paul Kenis (1885-1934) - Hubert Lampo (1920-2006) - Tom Lanoye (1958) | - Tom Naegels (1975) - Alice Nahon (1896-1933) - Leo Pleysier (1945) - Anne Provoost (1964) - Johan de Boose (1962) - Jean Ray (John Flanders) (1887-1964) - Willem Roggeman (1935) - Maria Rosseels (1916-2005) - Maurits Sabbe (1873-1938) - Paul Snoek (1933-1981) - Stijn Streuvels (1871-1969) - Herman Teirlinck (1879-1967) - Jotie T'Hooft (1956-1977) - Felix Timmermans (1886-1947) - Paul Vanderschaeghe (1930-2001) - Albert van Hoogenbemt (1900-1964) - Marcel van Maele (1931-2009) - Paul van Ostaijen (1896-1928) - Paul Verhaeghen (1956) - Peter Verhelst (1962) - Dimitri Verhulst (1972) - Gerard Walschap (1898-1989) - Lode Zielens (1901–1944) |